# Contea di Xupu
La contea di Xupu (溆浦县S, Xùpǔ XiànP) è una contea della Cina, situata nella provincia di Hunan e amministrata dalla prefettura di Huaihua.